# Apatophysis sieversi
Apatophysis sieversi là một loài bọ cánh cứng trong họ Cerambycidae.